# Osage
Osage ([ˈoʊseɪdʒ] ali [oʊˈseɪdʒ]) so severnoameriško indijansko pleme iz veje Dhegiha siouanske jezikovne družine. Pleme je s strani Združenih držav Amerike priznano kot eno izmed 33 indijanskih plemen v Oklahomi. Glavno mesto Osage Nation se nahaja v Pawhuska, Oklahoma. Pleme ima pravne suverene pravice v celotnem okrožju Osage (Oklahoma). Osage so se prvotno imenovali Ni-u-kon-ska (𐓁𐓣 𐓂𐓤𐓘𐓯𐓤𐓘͘) („Ljudstvo srednjih voda“), od poznega 17. stoletja pa so se imenovali Wah-zha-zhe ali Wa-sha-she. To pomeni „Ljudstvo vode“ in je bilo ime njihovega izvirnega plemena, ki je bilo dominantno v njihovi mitologiji in plemenski zgodovini. Kasneje so se Wah-zha-zheju pridružila druga jezikovno in kulturno sorodna plemena in se razvila v Osage.
Danes splošno uveljavljeno plemensko ime Osage se je razvilo z prilagoditvijo črkovanja in izgovorjave imena Wa-sha-she s strani francoskih naseljencev in Britancev. Francozi so prvo zlog zapisali Oua in celotno ime kot Ouasage. Britanci in Američani pa so zapisali Osage. Ime so izgovarjali močno spremenjeno: prvi zlog brez [a] in drugi zlog z diftongom [eɪ], ki mu je sledil soglasnik [dʒ].

## Življenjski prostor in zgodovina
Tako kot drugi člani te podskupine (Omaha, Ponca, Kansa in Quapaw) so se Osage selili z atlantske obale proti zahodu, potem ko so prej živeli na planoti Piedmont (Apalači) med rekama James (zaliv Chesapeake) in Savannah v Virginiji, Severni in Južni Karolini. Kasneje so se preselili navzdol po reki Ohio, čez reko Misisipi do planote Ozark in v prerije današnjega zahodnega Misurija. V tem času so je pet plemen ločilo; Osage so ostali v vaseh ob reki Osage, kjer so po besedah Jacquesa Marquettja živeli leta 1673. Leta 1802 so po besedah Lewisa in Clarka živeli ob reki Osage, gorvodno ob reki Little Osage in ob reki Vermilion (Arkansas), pritoku reke Arkansas. Obseg njihovega plemenskega ozemlja je bil zelo razširjen, saj se je razprostiral na velikih delih štirih današnjih zveznih držav: Misuri, Kansas, Oklahoma in Arkansas. Površina je znašala približno 200.000 km², kar je več kot polovica površine Nemčije (približno 350.000 km²). Osage so svojo deželo zaradi njene osrednje lege in rodovitnosti imenovali „središče Zemlje“ in so se razumeli kot varuhi te dežele v imenu Wa-kon-ta-ke (Skrivnostno bitje vesolja). Pleme je v tem času štelo 5.500 članov. Tam so živeli do zgodnjega 19. stoletja, ko so svojo zemljo v Misuriju odstopili Združenim državam in se preselili na zahod v dolino reke Neosho v Kansasu. Tukaj so Osage postali znani po svojem zavračanju bele kulture; še naprej so se oblačili v živalske kože in naj bi zavračali uživanje alkohola.
Po koncu ameriške državljanske vojne (1861–1865) je naraščajoči pritisk na vlado ZDA, da bi se vsa indijanska dežela odprla za belo poselitev, za prodajo rezervata Kansas. Izkupiček je bil leta 1870 uporabljen za nakup zemlje za Osage v Indijanskem ozemlju. Območje je bilo kupljeno od Cherokeejev, ki so to območje uporabljali samo za lov. Območje se je imenovalo Cherokee Outlet. Območje rezervata je bilo leta 1907 z zakonom Osage Allotment Act razdeljeno na posamezne družine. Vsaka družina je dobila 757 akrov (en aker je enak 0,40468 hektarja]. To je bilo bistveno več zemlje kot običajno (med 40 in 160 akrov). Običajno je bila presežna zemlja v okviru zakona Dawes Act razdeljena ali prodana nečlanom plemena. V primeru Osagejev je bila presežna zemlja razdeljena članom plemena. Pravica do uporabe mineralnih virov je ostala pri plemenu. V ta namen je bila ustanovljena Osage Mineral Estate. Odkritje nafte v rezervatu Osage v poznem 19. stoletju in dogovor z vlado Združenih držav Amerike, da bi vse pravice do rudarjenja v rezervatu pripadale plemenu (najemnine so bile razdeljene na prebivalca), so Osageje v začetku 20. stoletja naredile za zelo premožno pleme.
Zaradi svojega bogastva so Osageji postali tarča kriminalnih tolp, ki so jim poskušale odvzeti donosne zemljiške pravice. Med letoma 1921 in 1926 so kriminalci v sprva skrivnostni seriji umorov, imenovani "Osage Indian murders", ubili najmanj 60 Osagejev. Preiskavo je prevzel Federal Bureau of Investigation (FBI), kar je postal eden prvih velikih primerov mlade policijske agencije. Leta 1920 je pleme zaslužilo 400 milijonov dolarjev od pravic do rudarjenja in jih razdelilo svojim članom. Osageji so veljali za najbogatejše ljudi na svetu. Leta 1925 je pleme vsakemu članu izplačalo 13.000 dolarjev. Štiričlanska družina je tako zaslužila 52.000 dolarjev na leto, kar danes ustreza 600.000 dolarjem. Kongres ZDA je posredoval in spremenil pogoje prenosa zemljiških pravic. Zemljiške pravice so se lahko prenesle samo na potomce plemena. Tako so poskušali ustaviti umore. Leta 1999 je pleme tožilo Bureau of Indian Affairs zaradi poneverbe sredstev iz pravic do rudarjenja. 14. oktobra 2011 je United States Court of Federal Claims plemenu prisodil odškodnino v višini 380 milijonov dolarjev. Takrat je imelo pleme 16.000 članov.
Ali je bil rezervat z ustanovitvijo države Oklahoma s strani ameriškega kongresa razpuščen, je sporno. Čeprav je predsednik George W. Bush z zakonom "Osage Reaffirmation Act" potrdil nekatere stare pravice plemena, je pleme leta 2010 izgubilo ugotovitveni postopek pred "United States Court of Appeals for the Tenth Circuit". Postopek je v zgodovino vstopil pod imenom "Osage Nation v. Oklahoma". V postopku je šlo za vprašanje ali je bil rezervat razpuščen leta 1907. Sodišče je potrdilo razpustitev s strani kongresa. Konkretno je šlo za vprašanje ali mora posamezni pripadnik plemena  Osage, ki je bila zaposlen pri plemenu, plačevati davke državi Oklahoma. Če rezervat ne bi bil razpuščen, zaposleni ne bi smel plačevati davkov, čeprav njegovo zemljišče ni bilo v skrbništvu. Sodišče je odločilo, da mora plačati davke, saj davčna oprostitev velja samo za Trust Land (plemensko ozemlje) in ne za Free Land (zasebno zemljišče). Rezervat je bil torej znotraj svojih meja razpuščen z dodelitvijo (razdelitev zemlje plemenskim družinam). Po drugi strani pa "Bureau of Indian Affairs" še naprej priznava okrožje Osage kot plemensko ozemlje. Leta 2020 je pleme imelo plemensko ozemlje v velikosti 135.000 akrov (546 km²). Okrožje ima površino 5967 km². Večina prebivalcev ni članov plemena. Ostaja za videti, kaj bo plemenska vlada storila po uspehu sosednjih Muskogee (Creek) Indijancev pred Vrhovnim sodiščem Združenih držav Amerike (glej "McGirt proti Oklahoma" in "Sharp proti Murphy"). Leta 2011 revizija sodbe istega sodišča ni bila dovoljena.
Leta 1997 je prišlo do krize, ki bi skoraj izbrisala celotno pleme v Oklahomi. Od razpustitve plemenske vlade Osage Nation Council leta 1907 je poslovanje plemena vodil plemenski svet Tribal Council. V nasprotju s plemensko vlado pa je imel ta malo suverenih nalog. Volilno pravico so imeli lastniki zemljiških pravic in njihovi dediči. Te pravice so se imenovale „headright“. V nekaterih primerih so bile te pravice pred letom 1925 prenesene na nečlane plemena ali pa so bile podedovane neplemenskim organizacijam, kot so npr. cerkvene skupnosti. Če je bil „headright“ prenesen na več dedičev, je to povzročilo delitev glasu. Težko je bilo določiti volilni rezultat, saj so obstajali 1/2, 1/4, 1/8 itd. glasovi. Leta 1990 je član plemena, ki ni imel „headrighta“, tožil pleme. Tožnik je zahteval „en človek en glas“. Plemstvo je nato leta 1994 spremenilo svojo ustavo in plemenski svet je bil ponovno izvoljen. Ustava, sprejeta leta 1994, pa ni spremenila „headrighta“ kot pogoja za sodelovanje na volitvah. Sprememba je odpravila le delitev glasov. Tudi lastniki polovičnega ali četrtinskega „headrighta“ so zdaj imeli polni glas. Toda prvotni tožnik William S. Fletcher, skupaj s tremi drugimi Osagi iz plemena, ki niso imeli „headrighta“, so tožili na zveznem sodišču. Argument: Po ustavi, sprejeti leta 1994, je bilo le 4.000 od takratnih 17.000 članov plemena z volilno pravico. To stanje in s tem ustava plemena bi kršila ustavo Združenih držav Amerike. 10. junija 1997 je United States Court of Appeals for the Tenth Circuit v primeru "Fletcher proti Združenim državam" odločilo, da sta zakon in iz njega izhajajoča ustava plemena kršila ustavo Združenih držav Amerike. Vendar je to povzročilo veliko zmede. Ker je bila ustava iz leta 1994 razglašena za nezakonito, je ponovno veljal seznam članov plemena, ki je nastal v okviru Osage Allotment Act leta 1906. Po tem bi imelo volilno pravico le 26 Osagev. Najmlajši volivec bi bil star 90 let. 11. marca 2006 je bila sprejeta nova ustava, po kateri volilna pravica ni več temeljila izključno na seznamih, ki so nastali v okviru Osage Allotment Act. To je bilo mogoče z Osage Reaffirmation Act, ki ga je podpisal George W. Bush. Zakon je določal, da si pleme lahko da ustavo, ki ne temelji na seznamih Osage Allotment Act. Volilna pravica v plemenu in solastništvo v Osage Mineral Estate sta bila ločena. Vendar tudi ta ureditev povzroča grenkobo. Potem ko je pleme 14. oktobra 2011 prejelo odškodnino v višini 380 milijonov ameriških dolarjev, se postavlja vprašanje, kdo je lahko prejel ta plačila. Prav tako se spori glede prihodkov iz Osage Mineral Assets, saj člani plemena, ki nimajo „headrighta“, ne prejemajo plačil od plemena. Postopek je bil leta 2020 še vedno v teku.
Člani Osage Nation so po ustavi iz leta 2006 lahko osebe in njihovi potomci, ki so jim bile leta 1906 dodeljene parcele. Posedovanje „headrighta“ ni več pogoj. „Krvni delež“ vsaj 25 %, kot je običajno pri drugih plemenih, pri Osagih ne velja. Volilno pravico pri volitvah članov Osage Minerals Council imajo še vedno samo lastniki „headrighta“. Osage Minerals Council izplačuje dobičke iz najema rudarskih pravic volivcem. Drugi člani plemena so lahko podprti na zahtevo. To pomeni, da približno 25 % glasov za volitve v Osage Minerals Council še vedno prihaja od nečlanov plemena. Člani plemena z manj kot 25 % krvnega deleža se še vedno štejejo za Osage, čeprav ameriška vlada zahteva vsaj 25 % krvnega deleža za razvrstitev kot domorodec.
Baletna tradicija, ki sta jo ustanovili primabalerini Maria Tallchief in Marjorie Tallchief ima še vedno velik pomen med Osagi.
Danes Osagi štejejo približno 20.000 članov. Približno 8.000 jih živi na plemenskem ozemlju v severni Oklahomi, okrožje Osage (Oklahoma).

## Kultura
Osagi so kulturno spadali med pol-nomadske prerijske Indijance z značilno kombinacijo vaškega kmetovanja in lova na bizone. Druge pomembne lovne živali so bili jelen, medved in bober. Njihove vasi so bile sestavljene iz velikih dolgih hiš, pokritih z rogoznicami in kožami, nepravilno zgrajenih okoli odprtega prostora, ki se je uporabljal za plese in svetovanja. Med lovno sezono so Osagi večinoma prebivali v kočah iz trave in grmovja (tako imenovanih wickiups) in ko so šli na lov na bizone v prerije, v tipijih. Osagi so letno izvajali tri velike, strogo organizirane love – spomladi in jeseni lov na bizone ter pozimi lov na divjad (jelene, antilope, bobri). Središče plemenskega življenja Osagov so bile verske ceremonije, pri katerih so bili klani razdeljeni v simbolične nebesne in zemeljske skupine, pri čemer so bile slednje nadalje razdeljene na suho zemljo in vodo. Osagi so bili znani po svojih poetičnih ritualih. Med njimi je bil običaj, da so vsakemu novorojenemu otroku pripovedovali legendo o stvarjenju vesolja.

## Družbena in politična organizacija

### Družbena organizacija v mojetijah, fratrijah in klanih
Obstajajo različne ustne pripovedi o nastanku družbene in politične organizacije Osagov (odvisno od pripadnosti klanu); vendar so v mitologiji in plemenski zgodovini vedno tvorili Wa-sha-she / Wa-zha-zhe / Wah-sha-she prevladujočo klansko zvezo Osagov.
Osagi so bili sestavljeni iz petih (po drugačnem mnenju iz štirih) fratrij oziroma klanskih zvez / pododdelkov: Wa-sha-she / Wa-zha-zhe / Wah-sha-she („Vodna ljudstva“), Tsi-shu (Tsi-zhu) („Nebesna ljudstva“), Hun-ka (Hon-ga) („Zemeljska ljudstva“, tudi „Sveta ljudstva“), Isolated Hun-ka (Hon-ga) ali Hun-ka U-tah-nun-ts (Hon-ga U-ta-non-dsi) („Izolirana zemeljska ljudstva“) ter Tsi-ha-she (Tsi-hai-shi) („Tisti, ki so prišli zadnji“).
Po izročilu Osagov so Ne-ke-a-Shin-ka (Družba malih starcev ali Družba malih starodavnih mož) združili klanske zveze v dve veliki moetiji (francosko „polovica“) oziroma „Veliki diviziji“ – Tsi-shu (Tsi-zhu) („Nebesna ljudstva“) in Hun-ka (Hong-ga) („Zemeljska ljudstva“, tudi „Sveta ljudstva“), ki sta predstavljali dualnost neba (simboliziralo je Mir) in zemljo (k zemlji sta spadali „suha zemlja“ in „voda“, simboliziralo je vojno). Tako se lahko razloži tudi, da so k Tsi-shu (Tsi-zhu) Veliki diviziji na splošno spadale naslednje fratrije (klanske zveze / pododdelki): Tsi-shu (Tsi-zhu) („Nebesna ljudstva“) in Tsi-ha-she (Tsi-hai-shi) („Tisti, ki so prišli zadnji“); k Hun-ka (Hong-ga) Veliki diviziji pa na splošno Hun-ka (Hon-ga) („Zemeljska ljudstva“, tudi „Sveta ljudstva“), Wa-sha-she / Wa-zha-zhe / Wah-sha-she („Vodna ljudstva“) ter Isolated Hun-ka (Hon-ga) ali Hun-ka U-tah-nun-ts (Hon-ga U-ta-non-dsi) („Izolirana zemeljska ljudstva“).
Po prevladujočem izročilu so bili sprva samo Wa-sha-she / Wah-sha-she, kasneje pa so se jim pridružile še tri (oziroma štiri) druge klanske zveze.
Drugo izročilo pripoveduje, da je Wakonda (»velika, nepojasnljiva skrivnost«) naročila Wa-sha-she / Wah-sha-she in Tsi-shu (Tsi-zhu), naj poiščejo Hun-ka (Hon-ga) in jih naučijo pravilnega socialnega vedenja in kulture, da bi jih lahko vključili v plemensko zvezo kot člane plemena »Osage« (s prevzemom tradicionalnih norm vedenja Hun-ka (Hon-ga) niso bili več tujci). Kasneje naj bi se jim pridružili še Hun-ka U-tah-nun-ts (Hon-ga U-ta-non-dsi) in nazadnje Tsi-ha-she (Tsi-hai-shi), tako da so sedaj teh pet (po prevladujočem izročilu štiri) klanskih zvez tvorile narod »Osage«.
Pri Osagih je bilo nekoč samo 14 klanov, ki so bili po polovici pripadniki Wa-sha-she / Wa-zha-zhe / Wah-sha-she in Hun-ka (Hon-ga) oziroma Tsi-shu (Tsi-zhu) in so tvorili prvih 14 ognjišč. Z vstopom Tsi-shu (Tsi-zhu) (oziroma Hun-ka (Hon-ga)) se je število klanov povečalo na 21, tako da simbolični red in ravnotežje med »nebom« in »zemljo« nista bila več ohranjena; »nebesna moieta« bi bila sedaj zastopana le še s sedmimi klani, medtem ko bi »zemeljska moieta« s 14 klani dobila preveliko težo.
Zato so se Osagi dogovorili, da so bili Hun-ka (Hon-ga) (»zemeljsko ljudstvo«) zastopani le še s petimi klani in Wa-sha-she / Wa-zha-zhe / Wah-sha-she (»vodno ljudstvo«) le še z dvema klanoma, Tsi-shu (Tsi-zhu) (»nebesno ljudstvo«) pa so lahko obdržali svojih sedem klanov (tako je bilo simbolično ponovno doseženo prvotno število 14 klanov). Kasneje so se jim pridružili še Isolated Hun-ka (Hon-ga) / Hun-ka U-tah-nun-ts (Hon-ga U-ta-non-dsi) (ki so bili zastopani s tako imenovanim klanom »C«) in nazadnje Tsi-ha-she (Tsi-hai-shi) (ki so bili zastopani z dvema klanoma, ki se pogosto imenujeta klan »A« in »B«). Vsak klan je imel tudi vsaj dva podklana (nekateri so jih imeli do pet), od katerih je eden vedno služil kot Sho-ka (ceremonialni klanski glasniki) – tako da je bilo vsaj 55 klanov. Vsak podklan je imel tudi svoje ime in je posedoval totem – in je imel posebne ceremonialne naloge, ki jih je moral opravljati.
Vsi člani moiete (in njihovi pripadajoči klani) so izvirali iz skupnega mitskega prednika (ali svete živali) in so zato tvorili dedno linijo (lineage). Vsak Osage je pripadal eni od dveh moiet, katere članstvo je bilo dedno in nespremenljivo (ni se moglo spremeniti niti s poroko) – pri čemer se je pripadnost moieti izpeljevala iz moiete očeta (patrilinealnost ). Ker se Osagi niso smeli poročiti znotraj lastne moiete (eksogamija), so morali svoje potencialne zakonske partnerje izbirati iz druge moiete, tako da so se Tsi-shu (Tsi-zhu) lahko poročili samo z Hun-ka (Hon-ga) in Hun-ka (Hon-ga) so morali izbirati med Tsi-shu (Tsi-zhu) (tako so Osagi s poroko dopolnjevali plemensko organizacijo, usmerjeno v dualnost, in jo združili v enoto). Ta eksogamni sistem je krepil enotnost (kljub številnim klanom) znotraj Osagov, saj sta bili obe moieti (polovici) plemena med seboj povezani s porokami.

### Struktura velikih divizij
Hun-ka (Hon-ga) velika divizija (»ljudstvo suhe zemlje, zemeljsko ljudstvo«, so predstavljali vojno):
- Wa-sha-she / Wa-zha-zhe / Wah-sha-she pod-divizija (»vodno ljudstvo«, prvotno pleme in poimenovalci Osagov, sedem klanov)

- - Wa-zha-zhe cha (Beli Wa-zha-zhe cha)

- - Ke-k'in (Nosilec želvjih ljudi)

- - Mi-ke-the-stse-dse (Ljudje rogoza)

- - Pon-ka Wa-shta-ge (Nežni Ponca) ali Wa-tse-tsi (Zvezda, ki je prišla na Zemljo)

- - O-cu-ga-xe (Tisti, ki utirajo pot)

- - Ta-tha-xin (Ljudje jelenjih pljuč)

- - Ho I-ni-ka-shi-ga (Ljudje rib)

- Hun-ka (Hon-ga) pod-divizija („Ljudstvo suhe zemlje, zemeljsko ljudstvo“, sedem klanov)

- - Wa-ca-be-ton (Tisti, ki imajo črnega medveda)

- - In-gthon-ga (Ljudje pume)

- - O-pxon (Ljudje losa)

- - Mon-in-ka-ga-xe (Ustvarjalec zemeljskih ljudi)

- - Hon-ga Gthe-zhe (Lisasti zemeljski ljudje)

- - Hon-ga Zhin-ga (Mali zemeljski ljudje)

- - Xu-tha (Ljudje orla)

- Izolirani Hun-ka (Hon-ga) ali Hun-ka U-tah-nun-ts (Hon-ga U-ta-non-dsi) pod-divizija („Izolirano zemeljsko ljudstvo“, po drugih izročilih so tvorili le en klan in ne lastne fratrie/pododdelka ter so neposredno pripadali veliki diviziji Hun-ka, pogosto imenovani klan „C“, imeli so le podklane).

Tsi-shu (Tsi-zhu) Velika divizija („Nebesno ljudstvo“, predstavljali so mir):
- Tsi-shu (Tsi-zhu) pod-divizija (sedem klanov)

- - Tsi-zhu Wa-non (Starejši Tsi-zhu) ali Wa-kon-da Non-pa-bi (Bog, ki se ga vsi bojijo)

- - Tsi-zhu Wa-shta-ge (Nežni Tsi-zhu) ali Pe-ton Ton-ga Zho-i-ga-the (Veliki žerjavji ljudje)

- - Tsi-zhu U-thu-ha-ge (Zadnji Tsi-zhu)

- - Cin-dse-A-gthe (Nosilci simboličnih pramenov)

- - Tse-do-ga In-dse (Ljudje bivoljega obraza)

- - Mi-kin Wa-non (Nosilci sonca in lune)

- - Hon Zho-i-ga-the (Nočni ljudje)

- Tsi-ha-she (Tsi-hai-shi) pod-divizija („Tisti, ki so prišli zadnji“, imeli so dva klana, ki se pogosto imenujeta klan „A“ in „B“, ta sta se nato razdelila)

- - Ni-ka Wa-kon-da-gi (Možje skrivnosti)

- - Tho-xe (Ljudje bivoljega bika)

### Politična organizacija v skupinah
Poleg družbene strukture, ki je temeljila na klanih in moietah, so imeli Osage še politično organizacijo: posamezne skupine (band) („plemenske skupine“).
Po izročilu Osagov jih je nekoč presenetila poplava (verjetno reka Ohio) vzhodno od reka Mississippi in v iskanju varnosti so se klani razkropili. Tisti, ki so ostali na majhnih ravnih gričih v poplavnem območju in preživeli, so se imenovali Ljudje, ki so ostali v srcu. Nekateri klani so se povzpeli na drevesa, da bi se rešili, in so se zato imenovali Drevesni sedci (Tisti, ki sedijo na drevesih). Tretja skupina je našla zatočišče v kotlini bližnjega griča in se je imenovala Ljudje pod zemljo. Prvi dve skupini in približno polovica tretje skupine so zapustile preostale Osage in so se kmalu imenovale Utsehta (Mali Osage s kostmi). Peta skupina klanov se je zatekla v trnasto in močno zaraslo stransko dolino in so se imenovali Ljudje trnastega grma. Šesta in zadnja skupina se je uspela povzpeti na gozdnat grič – ti so se imenovali Ljudje gorskega gozda. Ljudje trnastega grma, Ljudje gorskega gozda in preostali Ljudje pod zemljo so bili splošno znani tudi kot Ljudje velikih gričev ali Pahatsi (Veliki Osage s kostmi).
Kasneje so izpustili Kost, tako da sta postali splošno znani imeni Mali Osage in Veliki Osage. Mali Osage (živeli so ob reki Missouri in njenih pritokih) so imeli tesnejši odnos z plemenom Missouria in Illinois kot druge skupine, Veliki Osage (živeli so ob reki Osage, reki Mali Osage in njenih pritokih) pa so vzdrževali tesne vezi s Quapaw  plemenom. Populacija Velikih Osagev je bila takrat približno več kot dvakrat večja kot populacija Malih Osagev. Ker so bili skoraj vsi člani klana "Kon za" Big Osage, je možno, da se je večina "Kon za" Little Osage ločila od njih in se od takrat naprej oblikovala kot samostojno ljudstvo Kansa (Kon za, Kaw). Okoli leta 1802 je nastala tretja skupina, Santsukhdhi (običajno imenovana Arkansas Band), ko je poglaavr "Tracks Far Away II" (Ka-she-Se-gra), takratni Grand Hun-ka Chief, popeljal skoraj polovico Big Osage do reke Arkansas. Ta skupina se je naselila tudi ob rekah Vermilion, Neosho, Grand in Verdigris.
Tako so konec 18. stoletja obstajale tri velike geografske združitve skupin – Little Osage, Big Osage in Arkansas Band. Vsaka od teh skupin je razvila lastno vodstvo – za Little Osage je bil zabeležen vrhovni poglavar. V vsaki od teh treh skupin so bili zastopani vsi 24 klani (in njihovi podklani) in vsaka skupina je bila sestavljena iz dveh ali več klanov.

## Vojaška organizacija

### Grand Hun-ka in Grand Tsi-shu Chief
Poleg organizacije Osagev v moities (velike divizije) in fratrije (združenja ali poddivizije) so Ne-ke-a-shin-ka (Družba malih starcev ali Družba malih starodavnih mož) vzpostavili dedno linijo iz vsakega klana mirovnikov (klana, ki je bil odgovoren za ohranjanje miru navzven in navznoter) obeh velikih divizij – tako da sta obstajala Grand Tsi-shu Chief in Grand Hun-ka Chief. Ker je bil Grand Tsi-shu Chief iz Grand divizije Tsi-shu (nebeško ljudstvo) in je bil odgovoren za mir, je bil za vojno in lov (v obeh primerih je šlo za ubijanje) odgovoren Grand Hun-ka Chief iz Grand divizije Hun-ka (zemeljsko ljudstvo). Čeprav sta imela oba velika poglavarja teoretično enako moč (ali bolje rečeno, morala sta prevzeti enako odgovornost), je v vsakdanjem življenju prevladoval Grand Tsi-shu Chief, saj je nastopal kot govornik Ne-ke-a-shin-ka pred sosednjimi ljudstvi in kasneje pred Španci, Francozi in Američani. Poleg dedne linije (lineage) velikih poglavarjev, ki so v določenem smislu predstavljali izvršno in sodno vejo družbe Osage (močno omejeno v svoji moči z zakonodajno vejo, "Družbo starcev" – ki je obvladovala obrede, legende, verske in šamanske rituale Osagev), so obstajali tudi vodje posameznih skupin (plemenskih skupin). Ti so svojo avtoriteto in moč dolgovali le soglasju in zaupanju članov svoje skupine v njihove vodstvene sposobnosti in so jim bili tudi odgovorni. Vendar pa posamezni poglavarji skupin niso dosegali avtoritete in iz nje izhajajoče moči Grand Tsi-shu ali Grand Hun-ka poglavarjev.

### Ah-ki-ta (tudi Ah-ke-ta)
Poleg Ki-he-ka (poglavarjev) so obstajali tudi različni razredi Ah-ki-ta ("zaščitniki-varuhi", angl. "Protectors", pogosto tudi "Soldiers"). Da bi pomagali obema velikima poglavarjem pri izvajanju njunih nalog in dolžnosti, je bil vsak veliki poglavar pooblaščen, da imenuje pet pomočnikov, tako imenovanih Ki-he-ka Ah-ke-ta (glavni zaščitniki). Ti Ah-ki-ta so morali biti izvoljeni iz vseh desetih klanov, pri čemer veliki poglavarji niso bili dolžni izbrati Ah-ke-ta iz klanov svoje lastne velike divizije.
Ah-ke-ta so morali biti izvoljeni iz naslednjih klanov:
- Velika divizija Hun-ka: Wa-sop-pe Black Bear/Panther ali In-gthon-ga (ljudje pume), Little Male Deer, O-pxon (ljudje losa), Hun-ka Ah-hu-tun (Hun-ka z krili), Hon-ga U-ta-non-dsi (izolirani Hun-ka-izolirani zemeljski ljudje)

- Velika divizija Tsi-shu: Ni-ka Wa-kon-da-gi (možje skrivnosti), Tho-xe (ljudje bivolov), Tsi-zhu Wa-non (starejši Tzi-shu), Mi-kin Wa-non (nosilci sonca in lune ali starejši nosilci sonca),Tse-do-ga In-dse (Ljudje z bivoljo glavo)

Pet Ki-he-ka Ah-ke-ta vsake velike divizije je sestavljalo svet, ko je veliki poglavar umrl ali ni bil več sposoben opravljati svoje funkcije, da bi izvolili novega velikega poglavarja, ob upoštevanju njegovega porekla in kvalifikacij.
Poleg Ki-he-ka Ah-ke-ta sta obstajala še dva razreda Ah-ke-ta. V vojni in pri lovu je odgovornost za napad ali za začetek lova nosil Wa-na-she (vodja napada) in njegovi pomočniki, Wa-na-she Shin-ka (mali zaščitniki-mali vojaki). Drugi razred Ah-ke-ta je bil še posebej pomemben v odnosih Osagev s sosednjimi plemeni in kasneje z evropskimi vojaki in naseljenci, saj so imeli nalogo ščititi plemensko ozemlje pred sovražnimi napadi ali vpadi. Ti Moh-shon Ah-ke-ta (zaščitniki dežele) so morali sovražnika, ki je lovil na ozemlju Osagev ali je bil tam z sovražnimi nameni, bodisi ubiti bodisi pregnati iz dežele. Če so Mo-shon Ah-ke-ta ubili sovražnike, so jih obglavili in glave nataknili na palice – kot odvračilno opozorilo za nadaljnje vsiljivce. Španska poročila ocenjujejo, da so Osagi ubili več kot tisoč indijanskih in belih sovražnikov. Samo v ameriškem obdobju, ko so bili Cherokee pregnani z vzhoda, je skoraj 1.000 teh Cherokeejev umrlo zaradi Osagev, ko so se poskušali naseliti v delih njihovega plemenskega ozemlja.
Če pa so sosednja plemena ali belci trpeli lakoto in so prosili za dovoljenje za lov na plemenskem ozemlju Osagev, so Osagi to skoraj vedno dovolili – in nihče ni bil poškodovan ali zlorabljen. Tako so Wichita, tradicionalni sovražniki, ki so med ameriško državljansko vojno trpeli veliko lakoto, prosili Osage za dovoljenje za lov na njihovih ozemljih. Wichita so smeli loviti na ozemlju Osagev, dokler lakota ni minila, nato pa so se morali vrniti na svoja lovišča – potem so se vojaški spopadi med Wichito in Osagi znova začeli.

### Velika vojna skupina in Mala skupina
Po izročilih Osagev so Wa-sha-she, Hun-ka, Isolated Hun-ka in Tsi-shu tvorili tako imenovano Veliko vojno skupino (tudi: Vojna skupina v velikem številu), ki je morala nujno sestavljati iz bojevnikov iz vseh treh fratrij (zvez) in je bila zato povezana z dolgotrajnimi slovesnostmi, med sedmimi in do štirinajstimi dnevi in srečanji, da bi jo lahko organizirali za vojno. Tsi-ha-she so Osagem prinesli organizacijo tako imenovane Male vojne skupine, ki je Osagem omogočila hitrejši vstop v boj, ki se je spet delila na tri razrede:
- Male skupine – prvega razreda: sestavljale so jih bojevniki iz vsake moity ali velike divizije

- Male skupine – drugega razreda: sestavljale so jih najmanj dva klana velike divizije

- Male skupine – tretjega razreda: sestavljale so jih bojevniki, ki so pripadali enemu klanu

### Vojskovanje
Tri skupine Osagev – Utsehta (Mali Osagi), Pahatsi (Veliki Osagi ali Veliki Osagi) in Santsukhdhi (Skupina Arkansas) – so imele različne načine in poti za vodenje vojn in spopadov:
Mali Osagi so imeli tri vojne klane: Pisan orel, Možje skrivnosti in Ljudje z bivoljo glavo. Ti so bili vojni klani drugega razreda, zato so Mali Osagi dajali prednost psihološkemu vojskovanju, tako da so sistematično izvajali strašljive napade na sovražna plemena in evropske naselbine ter jih čim pogosteje nadlegovali. Veliki Osagi so imeli tudi večinoma vojne klane drugega razreda ter dodatno dva divizijska poglavarja, katerega dolžnost je bila ohranjati mir, zato so večinoma tudi oni, tako kot Little Osage, izbrali metodo majhnih, izčrpavajočih naapdov.
Čeprav je imela skupina Arkansas tudi nekaj drugorazrednih vojnih klanov, so bili večina članov sorodnih (včasih obravnavanih kot en klan) klanov Black Bear in Panther (Puma People), vodilnih vojnih klanov med Osagi. Zato so bili ti še posebej agresivni do sovražnikov in so večinoma dajali prednost ubijanju pred nenehnim nadlegovanjem sovražnika v vojnih spopadih. Znotraj skupine Arkansas so bile v spopadih s plemeni južnih ravnic, Španci in kasneje Američani prevladujoče še posebej prilagodljive in hitro organizirane (saj so morali njihovi bojevniki pripadati le enemu klanu) majhne skupine tretjega razreda.
Osagi so imeli tudi dve vrsti vojskovanja proti svojim indijanskim sovražnikom (in kasneje Evropejcem) – odvisno od nasprotnika in cilja podviga.
Na eni strani so bile tako imenovane Bluff Wars (približno "izmišljene vojne"), ki so se večinoma vodile proti pol-nomadskim kmetovalcem prerijskih Indijancev Caddo-govorečih plemen Pawnee, Caddo (konfederacija) in Wichita. Pri tem je bilo treba Caddo, ki so bili večinoma dobro zaščiteni za svojimi palisadnimi vasmi, najprej izzvati z gestami, žalitvami, napadi na lovske skupine ali krajo konj, da so zapustili svoje vasi in se borili. V nastalem boju so večinoma zmagali Osagi, obglavili ubite sovražnike in prodali ujete bojevnike, ženske in otroke Muskogee (Creek) in drugim plemenom na jugovzhodu. Običajno je bilo pri tem zgornjo polovico obraza pobarvati črno ali rdeče (odvisno od velike divizije), spodnjo polovico pa rumeno.
Na svojem zahodnem, jugozahodnem in južnem boku so imeli Osagi večinoma vojaške spopade z nomadskimi lovci in nabiralci prerijskih Indijancev Komančev, Kiowa, Kiowa-Apačev, Lipan Apačev, Tonkawa, Južnih šajenov in Arapaho (Južnih Arapaho). To so bila ljudstva, ki so imela, tako kot Osagi, vojaško tradicijo in niso dajala milosti sovražniku v boju (še posebej Komanči, Kiowa in Apači). V bojih proti omenjenim plemenom so si Osagi pobarvali celo telo črno – kot znak, da ni možnosti za milost in da bo prišlo do popolne vojne. Večinoma je bila v teh bojih vodilna skupina Arkansas.

### Simbolika vojne

#### Štirje simbolični noži
Klan Black Bear je bil prvotno varuh štirih nožev, Moh-he-Se-e-pa-blo-ka (okrogel ročajni nož): Moh-he-Sop-pe (črni nož), Moh-he-Hun-ka (sveti nož) in Moh-he-Shu-tsy (rdeči nož). Ti noži so bili najprej dani Wa-sha-she, Hun-ka, Isolated Hun-ka in Tsi-shu. Ko so se Tsi-ha-she združili z Osagi, so bili noži na novo razdeljeni: Za prva dva noža je bila odgovornost prenesena na pododdelek Hun-ka, za zadnja dva noža pa na pododdelek Wa-sha-she in veliko divizijo Tsi-shu (Tsi-shu in Tsi-ha-she).
Če je Osage bojevnik z nožem odsekal glavo sovražniku, se je v tistem trenutku spremenil v enega od štirih simboličnih nožev (glede na pododdelek, ki mu je bojevnik pripadal), tako da je bojevnik to lahko štel za častno vojno dejanje.

#### Sedem mističnih puščic
Po izročilu klana Black Bear Tsi-shu sprva niso bili sposobni vojskovati, ker niso imeli dovolj orožja. Nasprotno pa so imeli Wa-sha-she dobro zalogo orožja,še posebej na puščicah, ki so jih zdaj izročili Tsi-shuju. Ti so se zdaj lahko borili proti tujim (= sovražnim) ljudem (verjetno so bili Cherokee) in jih premagali s pomočjo mističnih sedmih puščic. Druga različica poroča, da je klan Elder Wa-sha-she iz pododdelka Wa-sha-she prenesel avtoriteto in moč za organizacijo vojaških skupin na klan Hun-ka iz pododdelka Hun-ka. Podklan klana Hun-ka je našel nasprotnika in celotno pleme Osage je začelo svojo vojaško tradicijo. V tem času so Elder Wa-sha-she Hun-ki ponudili tudi svojih sedem mističnih puščic, ki so Osagom omogočile, da so svojim sovražnikom preprečili odpor. V teh dveh različicah prejmejo bodisi Tsi-shu bodisi Hun-ka sedem mističnih puščic od Wa-sha-she – odvisno od klana, ki je pripovedoval zgodbo (vsak od 24 klanov je imel svojo različico, v kateri je bil prikazan v najboljši luči).
V vseh zgodnjih legendah (ne glede na to, kateri klan jih je pripovedoval) Wa-sha-she vedno predstavljajo materinsko skupino ali izvirno pleme in pogosto zadnjo rešitev za problem. V kasnejših pripovedih so Tsi-shu postali dominantna skupina. Wa-sha-she, Tsi-shu in Tsi-ha-she so bili bolj nagnjeni k miru kot Hun-ka in Isolated Hun-ka. To ne pomeni, da niso vodili vojne – le da so diplomatsko rešitev raje imeli kot vojaško. Hun-ka in Isolated Hun-ka pa so za reševanje svojih problemov večinoma izbrali vojno.

## Spletne povezave
- Osage-Website (englisch).